# Platerówka
Platerówka (Duits: Ober Linda) is een dorp in het Poolse woiwodschap Neder-Silezië, in het district Lubański. De plaats maakt deel uit van de gemeente Platerówka en telt 580 inwoners.